# 任华 (1964年)
任華（1964年3月—），女，漢族，山東煙台人，1986年7月參加工作，1984年11月加入中國共產黨，新疆大學中文系漢語言文學專業畢業，大學學歷，高級管理人員工商管理碩士。

## 生平
大學畢業後，至中國共產黨新疆維吾爾自治區委員會辦公廳任職，曾當上辦公廳副主任。2006年，轉任烏魯木齊市委常委、宣傳部部長、社科聯主席。2013年3月，出任新疆維吾爾自治區文化廳黨組書記、副廳長。2017年8月，兼任中共新疆維吾爾自治區委員會宣傳部副部長。2018年1月，獲選為新疆維吾爾自治區人民政府副主席。2018年8月，兼任新疆維吾爾自治區教育廳黨組書記。
2020年6月1日，中央紀委國家監委宣布任華涉嫌嚴重違紀違法，正在接受紀律審查和監察調查。11月30日，遭到开除党籍、开除公职处分。12月16日被逮捕。2021年1月22日，经最高人民检察院指定，由江苏省苏州市人民检察院审查起诉。近日，苏州市人民检察院已向苏州市中级人民法院提起公诉。经审理查明：2007年至2020年，被告人任华利用担任中共乌鲁木齐市委常委、宣传部部长，新疆维吾尔自治区文化厅党组书记、副厅长，新疆维吾尔自治区教育厅党组书记，新疆维吾尔自治区人民政府副主席等职务上的便利，为相关单位和个人在工程承揽、公司经营、银行贷款、工作调动等方面提供帮助，收受他人给予的财物，共计折合人民币4715万余元。
2022年1月25日，江苏省苏州市中级人民法院公开宣判新疆维吾尔自治区人民政府原副主席任华受贿案，对被告人任华以受贿罪判处有期徒刑十四年，并处罚金人民币四百万元；对其受贿所得财物及孳息予以追缴，上缴国库。任华当庭表示服从判决，不上诉。法院认为，被告人任华身为国家工作人员，利用职务上的便利，为他人谋取利益，非法收受他人财物，其行为构成受贿罪。任华受贿数额特别巨大，鉴于其到案后能够如实供述自己的罪行，主动交代办案机关尚未掌握的部分受贿犯罪事实，认罪悔罪，积极退赃，涉案赃款赃物已全部追缴到案，具有法定、酌定从轻处罚情节，依法可对其从轻处罚。法庭遂作出上述判决。